# Amanat
Amanat (em cazaque:  Аманат), anteriormente conhecido como Nur Otan (em cazaque:  Нр Отан) é um grande partido político do Cazaquistão. Sendo o maior até agora, tem sido o partido no poder do país desde 1999, com uma de 850.000 pessoas em 2015. O Amanat é liderado por Erlan Qoşanov desde 26 de abril de 2022.
Sob a liderança de 21 anos do ex-presidente Nursultan Nazarbayev desde a fundação do partido, Amanat tinha constantemente vencido as eleições parlamentares presidenciais e nacionais do Cazaquistão, mais frequentemente na história recente com um número de votos em meio a alegações de manipulação e falta de oposição viável.
Originalmente fundado em 12 de fevereiro de 1999 como simplesmente Otan, pelo ex-primeiro-ministro Sergey Tereshchenko, após a fusão de vários partidos pró-presidenciais anteriormente independentes, incluindo a União Popular da Unidade do Cazaquistão. A partir daí, o Otan eventualmente absorveu outros partidos como o Partido Democrático, o Partido Cooperativo Popular, Asar, e mais recentemente os partidos Cívico e Agrário em 2006 para se tornar o maior, ganhando status de partido do poder. No mesmo ano, em dezembro, o Otan foi renomeado para Nur Otan. Nas eleições legislativas de 2007, o Nur Otan varreu todos os assentos disputados na câmara baixa de Mazhilis, não deixando nenhum outro partido para ter representação até 2012, embora deixando seu controle dominante do Partido do Parlamento.
O Amanat tem sido visto como um partido secular, conservador, pega tudo com uma forma autoritária de governança que funciona por seus ramos em todo o país e presença dentro de recursos institucionais nacionais e mantém escritórios em todas as 16 divisões administrativas do Cazaquistão, bem como 241 escritórios locais que contribuem muito para a existência do partido. O Amanat se vê como um partido que promove reformas no serviço público, diversidade econômica, governo aberto, estado de direito e interesses nacionais.

## Resultados eleitorais

### Eleições presidenciais
| Eleição | Candidato             | CI. | Votos     | %             |
| ------- | --------------------- | --- | --------- | ------------- |
| 2005    | Nursultan Nazarbayev  | 1.º | 6,147,517 | 91,15 / 100,0 |
| 2011    | Nursultan Nazarbayev  | 1.º | 7,850,958 | 95,55 / 100,0 |
| 2015    | Nursultan Nazarbayev  | 1.º | 8,833,250 | 97,75 / 100,0 |
| 2019    | Kassym-Jomart Tokayev | 1.º | 6,504,024 | 70,96 / 100,0 |

### Eleições parlamentares
| Eleição | CI. | Votos     | %             | +/-  | Deputados | +/- | Status  |
| ------- | --- | --------- | ------------- | ---- | --------- | --- | ------- |
| 2007    | 1.º | 5 247 720 | 88,40 / 100,0 |      | 98 / 98   |     | Governo |
| 2012    | 1.º | 5 621 436 | 80,99 / 100,0 | 7,4  | 83 / 98   | 15  | Governo |
| 2016    | 1.º | 6 183 757 | 82,20 / 100,0 | 1,2  | 84 / 98   | 1   | Governo |
| 2021    | 1.º | 5,148,074 | 71,09 / 100,0 | 11,1 | 76 / 98   | 8   | Governo |